# Hadena eberti
Hadena eberti är en fjärilsart som beskrevs av Charles Boursin 1961. Hadena eberti ingår i släktet Hadena och familjen nattflyn. Inga underarter finns listade i Catalogue of Life.